# Сватовство майора
«Сватовство́ майо́ра» — картина русского художника Павла Федотова (1815—1852), написанная в 1848 году. Принадлежит Государственной Третьяковской галерее (инв. 5210). Размер картины — 58,3 × 75,4 см.
Павел Федотов начал работать над полотном «Сватовство майора» (также известным под названием «Женитьба майора») в 1848 году; в том же году картина была окончена. Осенью 1849 года полотно, под названием «Поправка обстоятельств, или Сватовство», экспонировалось на выставке Академии художеств вместе с двумя другими, более ранними картинами художника — «Свежим кавалером» (1846) и «Разборчивой невестой» (1847). По словам Александра Бенуа, на выставке картины Федотова «имели колоссальный успех, небывалый со времён „Помпеи“». За полотно «Сватовство майора» Академия художеств присвоила Федотову звание академика.
Искусствовед Галина Леонтьева писала, что «Сватовство майора» — «одно из замечательных произведений русской живописи первой половины XIX века», которое «благодаря потрясающей правде характеров, значительности поднятой в нём проблемы оказалось много серьёзнее первоначального замысла художника». Искусствовед Дмитрий Сарабьянов называл картину «одним из высших достижений Федотова в области живописного искусства».
Вариант-повторение картины «Сватовство майора», над которым художник работал в 1850—1852 годах, хранится в Государственном Русском музее в Санкт-Петербурге (холст, масло, 56 × 76 см, инв. Ж-4521). Хотя сюжет и композиция в целом сохранены, вариант из Русского музея имеет ряд существенных отличий от картины из Третьяковской галереи.

## История
- Рацея (Объяснение картины «Сватовство майора»)
- Поправка обстоятельств, или женитьба майора

В конце 1843 года Павел Федотов, прослуживший перед этим около десяти лет в лейб-гвардии Финляндском полку, подал в отставку, поселился на 16-й линии Васильевского острова в Санкт-Петербурге и полностью посвятил себя художественной деятельности. Имея изначальное намерение стать баталистом, вскоре он понял, что ему больше по душе бытовой жанр, в рамках которого в 1844—1846 годах им была создана серия многофигурных сепий. В 1846 году Федотов написал свою первую картину — «Свежий кавалер», а в 1847 году — ещё одно полотно, «Разборчивая невеста». В 1848 году Павел Федотов начал работать над картиной «Сватовство майора» (также известной под названием «Женитьба майора»), которая была окончена в том же году. Для окончания работы над картиной по ходатайству Карла Брюллова Федотов получил от Императорской Академии художеств 700 рублей ассигнациями, которые, в частности, можно было использовать на натурщиков, костюмы и прочие материалы. По словам скульптора Николая Рамазанова, дружившего с художником, во время работы над «Сватовством майора» Федотов «не позволял себе делать ничего без натуры» — платье невесты было специально для этого случая заказано; многие другие вещи, «до малейшей безделицы», были им куплены или взяты напрокат.
В октябре 1849 года полотно, под названием «Поправка обстоятельств, или Сватовство», демонстрировалось на выставке Академии художеств. На той же выставке экспонировались две другие картины Федотова — «Свежий кавалер» и «Разборчивая невеста». По словам художника и критика Александра Бенуа, представленные на академической выставке картины Федотова «имели колоссальный успех, небывалый со времён „Помпеи“», заслужив «восторженное одобрение не только публики, но и, очевидно, по недоразумению, академических профессоров, в том числе самого Карла Брюллова». За полотно «Сватовство майора» Академия художеств присвоила художнику звание академика.
Федотов сочинил для своей картины стихотворное описание — так называемую рацею, которую он сам читал посетителям выставки 1849 года. По другим данным, сначала Федотов сочинил краткое стихотворное описание, а более длинная рацея с подробным описанием картины была создана им к двум персональных выставкам 1850 года в Москве, на которых демонстрировалась картина «Сватовство майора», — в галерее А. Ф. Ростопчина и в Московском училище живописи, ваяния и зодчества.
Впоследствии Федотов продал картины «Сватовство майора» и «Свежий кавалер» Фёдору Прянишникову, но получил за них значительно меньшую сумму, чем та, на которую рассчитывал: изначально предложив за «Сватовство» две тысячи рублей, при окончательном совершении сделки Прянишников объявил художнику, что сможет заплатить только половину; испытывавший материальные затруднения Федотов был вынужден согласиться. С тех пор полотно «Сватовство майора» находилось в собрании Прянишникова в Санкт-Петербурге; в описании его коллекции, изданном в 1853 году, картина фигурировала под названием «Приезд жениха». После смерти Прянишникова, последовавшей в 1867 году, картина была передана в Московский Румянцевский музей, в каталоге которого, опубликованном в 1915 году, она имела двойное название — «Приезд жениха (Сватовство майора)». В 1925 году, после расформирования Румянцевского музея, полотно поступило в Государственную Третьяковскую галерею.
В 1850—1852 годах Федотов написал вариант-повторение картины «Сватовство майора» (альтернативное название — «Смотрины в купеческом доме»), который ныне хранится в Государственном Русском музее в Санкт-Петербурге (холст, масло, 56 × 76 см; ранее в каталоге в качестве даты создания картины указывалось «около 1851 года», датировка «1850—1852» была предложена в каталоге, выпущенном к выставке 1993 года). Этот вариант-повторение до 1870 года находился в собрании московского мецената Василия Кокорева, а затем — в Царскосельском Александровском дворце, откуда в 1897 году был передан в создаваемый в то время Русский музей императора Александра III (ныне — Государственный Русский музей). Согласно надписи, сделанной на обратной стороне полотна реставратором А. Сидоровым, в 1886 году масляный слой с изображением был перенесён со старого холста на новый. Хотя сюжет и расположение персонажей в целом сохранены, вариант из Русского музея имеет ряд существенных отличий от картины из Третьяковской галереи.

## Описание картины

### Сюжет и композиция
К середине XIX века, несмотря на осуждение со стороны светского общества, нередки были неравные браки между обедневшими офицерами-дворянами и богатыми купеческими дочками. Такие браки по расчёту, а также связанное с ними сватовство, неоднократно описывались в русской литературе 1830-х и 1840-х годов. В частности, в повести «Невский проспект» Николай Гоголь писал: «Есть офицеры, составляющие в Петербурге какой-то средний класс общества… В высшем классе они попадаются очень редко или, лучше сказать, никогда… многие из них, преподавая в казённых заведениях или приготовляя к казённым заведениям, заводятся наконец кабриолетом и парою лошадей. Тогда круг их становится обширнее; они достигают наконец до того, что женятся на купеческой дочери, умеющей играть на фортепияно, с сотнею тысяч или около того наличных и кучею брадатой родни». Такой союз вполне мог рассматриваться как выгодный для обеих сторон: офицер в результате такого брака получал приданое, которое он мог использовать, чтобы поправить своё материальное положение, а купец таким образом получал возможность породниться с дворянином и тем самым возвыситься в глазах общества.
На полотне изображён интерьер богатого купеческого дома, который открыт зрителю, словно пространство театральной сцены. Федотов строит композицию картины таким образом, что зритель как бы наблюдает за действием с той стороны гостиной, на которой находятся окна — «создаётся невольное ощущение, что мы нечаянно заглянули в окно и застали хозяев дома в виде, вовсе не предназначенном для постороннего глаза». Справа, у дверного проёма, стоит майор, которого привела сваха, чтобы просить руки купеческой дочери. Судя по характеру сцены, переговоры с родителями невесты были проведены свахой заранее, и мы видим первый визит будущего жениха в купеческий дом, где его ждут с большим нетерпением. Несмотря на то, что приход гостя ожидали, в комнате переполох — последние приготовления к встрече. В центральной группе — купеческая дочь (будущая невеста) и её мать, сам же купец стоит позади, в углу комнаты. Сцена наполнена движением — дочь, испуганная и растерянная, бросилась прочь, как будто застигнутая врасплох появлением жениха-майора. Чтобы она не убежала, её удерживает за платье её мать. В левой части комнаты изображён стол с закусками, у которого находятся три второстепенных персонажа — кухарка, которая ставит на стол кулебяку, а также сиделец с бутылкой вина и высунувшаяся в дверь приживалка. Таким образом, всего на картине изображено восемь персонажей.
Все действующие лица, принимающие участие в изображённой на картине комедии брака, пронизаны единым действием. По словам искусствоведа Дмитрия Сарабьянова, Федотов «всё собрал в общий механизм, как бы „раскрутил“ действие из одного исходного пункта и „пустил“ его в разных направлениях, заставив двигаться своих героев, вступая друг с другом во взаимодействие». Для наиболее полного раскрытия сути своих персонажей художник придумывает такую ситуацию, при которой каждый герой находится в особых условиях, отдалённых от повседневного существования. В «Сватовстве майора» эта ситуация «выступает на холсте в необыкновенной конкретности», а момент, положенный Федотовым в основу сюжета, «выхвачен из происходящего во времени события так определённо, убедительно, он так безусловен, что вся ситуация вовсе не воспринимается как выдуманная, сочинённая»; наоборот, она «воспринимается как некая реальность».
Стремясь к гармоничному сочетанию всех элементов картины, Федотов тщательно строит композицию, используя классические принципы симметрии и равновесия. Очень важную роль играет распределение света, которое используется для выделения фигур главных героев — купеческой дочери и майора. В центральной, наиболее светлой части холста находятся невеста и её мать. Более светлое, чем у её матери, платье невесты помогает выделить её из центральной группы в качестве наиболее важного персонажа. Майор тоже привлекает внимание зрителя, поскольку его фигура расположена контражуром, то есть против света, но при этом за счёт поворота головы влево его лицо оказывается освещённым. На атмосферу действия также влияет господствующий в картине цвет, который состоит из разнообразных оттенков тёплого коричневого. Кроме этого, в цветовой гамме присутствуют различные оттенки белого цвета, которыми картина «словно бы „прошита“ назквозь». Помимо натурщиков, Федотов также использовал приобретённый ранее манекен с подвижными суставами, облачая его в одежды различных персонажей и придавая ему требуемые позы.
Художник уделяет большое внимание деталям обстановки — им показаны многие характерные черты купеческого быта. Комната заполнена вещами, которые демонстрируют желание хозяев жить «по-столичному», но при этом «неправильное» сочетание различных предметов выдаёт патриархальные привычки, создавая комический эффект — например, обеденный стол покрыт не белой скатертью, а розовой, с шитьём по краям. О набожности хозяев свидетельствуют лежащие на столике слева Псалтырь и Библия, а также стоящие на полочке иконы с лампадами. Потолок, с которого свисает огромная люстра, разрисован цветочными гирляндами, нимфами и амурами. На комоде стоят хрустальные жирандоли, а на стуле — поднос с бутылкой шампанского и бокалами. На стенах висят картины, среди которых литография с видом Николо-Угрешской обители, портреты митрополита (по разным версиям, либо Санкт-Петербургского — Серафима, либо Московского — Филарета), генералов М. И. Кутузова и Я. П. Кульнева, атамана А. И. Иловайского на коне, а также самого хозяина дома с книгой в руке, чтобы подчеркнуть его грамотность. На полу — кошка, «намывающая» гостей.

### Действующие лица
У правого края полотна в открытом дверном проёме расположена фигура майора. В отличие от остальных персонажей, он практически не движется, не считая того, что одной рукой он подкручивает ус. Тёмный силуэт майора изображён против света, так что он лишён объёмности и «противостоит реальности бытия других объёмов в конкретном пространстве интерьера». Офицер явился в мундире с эполетами, имея при себе саблю и треуголку. Он пока не видит того, что происходит в комнате, где разворачивается основное действие, и ожидает приглашения войти. Образ майора следующим образом описан Федотовым в его рацее: «И вот извольте посмотреть, / Как в другой горнице / Грозит ястреб горлице, — / Как майор толстый, бравый, / Карман дырявый, / Крутит свой ус: / „Я, дескать, до денежек доберусь!“» Несмотря на то, что художник назвал майора «толстым», «фигура его подтянута, глаза чуть прищурены, в усах прячется победная усмешка — он явно рассчитывает на благоприятный исход предстоящего „сражения“». Считается, что образ майора дался художнику относительно легко — с учётом его творческого опыта и наблюдений, сделанных во время десятилетней службы в лейб-гвардии Финляндском полку. Для создания фигуры майора Федотову позировал знакомый офицер, а лицо он написал с самого себя, «глядя в зеркало, только придав себе мину некоторого самодовольства и кое в чём подправив свои черты».
Слева от майора изображена пришедшая вместе с ним сваха, которая уже успела войти в комнату. Её образ является связующим звеном между майором, в сторону которого направлено движение её руки, и купцом, к которому обращён её взгляд. Это положение соответствует её роли «посредника в осуществлении сделки между купцом и майором». Сваха одета в нарядную парчовую кацавейку и тёмную юбку, на голове у неё повязан тёмный платок в мелкий цветочек. Она немолода и, по-видимому, имеет достаточно опыта в своём деле — правда, в кругу незнатных особ. Федотов в своей рацее описывает сваху следующим образом: «А вот извольте посмотреть: / Как справа отставная деревенская пряха, / Панкратьевна-сваха, / Бессовестная привираха / В парчовом шугае, толстая складом, / Идёт с докладом, / Что, дескать, жених изволил пожаловать».
Фрагменты картины «Сватовство майора»
Купец — дородный мужчина с окладистой бородой — находится в тени в углу комнаты. Отец семейства одет по-городскому, в длинный и мешковатый сюртук, который он пытается застегнуть, торопясь и путаясь в рукавах. В своём стихотворном описании Федотов писал: «Как хозяин-купец, / Невестин отец, / Не сладит с сюртуком, / Он знакомей больше с армяком; / Как он бьётся, пыхтит, / Застегнуться спешит; / Нараспашку принять — неучтиво». Образ купца долго не давался художнику, который упорно искал подходящий типаж во время своих прогулок по Апраксину и Гостиному дворам. В конце концов в районе Аничкова моста он нашёл «живое воплощение сложившегося в его творческом воображении героя». По словам самого́ художника, он встретил осуществление своего идеала, «и ни один счастливец, которому было назначено самое приятное рандеву, не мог более обрадоваться своей красавице, как я обрадовался моей рыжей бороде и толстому брюху».
В центре полотна находятся главные персонажи картины — купчиха и купеческая дочь. Они ярко освещены, «как освещаются на сцене те актёры, на которых должно быть сосредоточено внимание зрителей». Наиболее колоритна фигура матери — «располневшей, но с остатками прежней красоты в лице». В ней видны властные привычки истинной хозяйки купеческого дома — она олицетворяет собой крепость охраняемого ею мира, она «словно скала, о которую разобьётся любая житейская буря». Купчиха одета в нарядное шёлковое платье из переливчатой ткани типа «шанжан», а на её плечи накинута дорогая шаль с красивым узором. Но есть в её наряде некоторое несоответствие традиции, принятой в то время для замужних дам: у неё на голове не чепец, а по-деревенски повязанный платочек. В своём стихотворном описании Федотов подробно обсуждает этот момент: «Только хозяйка купца / Не нашла, знать, по голове чепца. / По-старинному — в сизом платочке. / Остальной же наряд / У француженки взят, / Лишь вечор для неё и для дочки».
Образ купеческой дочери (которую часто называют невестой) более сложен, чем образ её матери. В ней борются противоречивые чувства. С одной стороны, она очень неловко чувствует себя в новом платье — главным образом, из-за огромного декольте, которое открывает её плечи и грудь; по описанию Федотова в рацее: «Ай, ай, ай! — стыд какой!.. / А тут нечем скрыть плеч: / Шарф сквозистый такой — / Всё насквозь, на виду!.. / Нет, в светлицу уйду!». Нелепость ситуации подчёркивается тем, что наряд купеческой дочери предназначен для бала или другого вечернего мероприятия, а не для знакомства с женихом, происходящего днём в кругу семьи; кроме этого, ей непривычно безмерное количество золотых украшений — кольца, колье, серьги, браслеты. С другой стороны, «в её позе, жесте разведённых рук, в выражении капризного лица ощущаются жеманство, наигранность, неискренность». Возможно, ей и хочется стать майоршей, но она боится встретиться с женихом — «Как и наша невеста / Не найдёт сдуру места: / „Мужчина! чужой! / Ой, стыд какой! / Никогда с ними я не бывала…“». Купеческая дочь пытается убежать в другую комнату (в светлицу), но её движению противодействует мать, схватившая её за подол платья. Судя по тому, что Федотов поместил руку купчихи, ухватившую свою дочь за подол, почти в самом центре полотна, он придавал этой детали очень важное значение. Этюд головы невесты Федотов исполнил со знакомой женщины, для написания её фигуры он использовал манекен, а также воспользовался услугами своего приятеля Карла Карловича Флуга (прадеда художника Ильи Глазунова), который согласился позировать в женском платье.
У левого края картины изображены второстепенные персонажи — кухарка, которая ставит на стол свежеиспечённую кулебяку, сиделец с бутылкой вина, которую он, по-видимому, принёс из винной лавки, а также с любопытством выглянувшая из соседней комнаты старуха-приживалка. Сиделец (приказчик, заменяющий хозяина торговой лавки на время его отсутствия) — молодой человек, одетый в купеческий кафтан, с расчёсанными на прямой пробор волосами. Держа в руках бутылку с вином, он повернулся к высунувшейся в дверь приживалке, по-видимому, объясняя ей, что происходит в доме. Образ приживалки — старухи в повойнике — введён художником для того, чтобы показать каждодневный быт купеческой семьи, «с кучей приживалок и дальних родственников, слоняющихся по дому как бесплотные тени». Образы сидельца и приживалки Федотов писал с завсегдатаев Толкучего и Андреевского рынков, а кухарку — с прислуги хорошо знакомого ему семейства Флугов. Искусствовед Галина Леонтьева полагает, что в «Сватовстве майора» кухарка является положительным образом женщины из народа, поскольку она — единственная из всех героев картины — понимает низость совершаемой сделки в разыгрываемой на её глазах комедии брака.

## Вариант-повторение из Русского музея
В 1850 году, через два года после написания первой версии картины «Сватовство майора», Павел Федотов начал работу над её вторым вариантом. Этот вариант-повторение, оконченный в 1852 году, ныне хранится в Государственном Русском музее в Санкт-Петербурге (холст, масло, 56 × 76 см, инв. Ж-4521). Сюжет и расположение персонажей в целом сохранены — как и в первой версии, во втором варианте присутствуют те же восемь действующих лиц и кошка. Тем не менее вариант из Русского музея имеет ряд существенных отличий от картины из Третьяковской галереи — по словам искусствоведа Галины Леонтьевой, в новой версии «Федотов вносит настолько серьёзные изменения в решение замысла, что имеются основания видеть здесь начало нового этапа в развитии творческого метода художника». Эти изменения затрагивают и композицию картины, и изображённых на ней персонажей, и детали обстановки.
Фрагменты варианта-повторения картины «Сватовство майора»
По сравнению с первой версией картины, в варианте-повторении Федотов более строг в отборе деталей. В частности, во втором варианте отсутствует люстра, которая играла существенную роль в композиции. По-видимому, художник посчитал, что «она своим размером отвлекала внимание, а положением точно в середине холста разбивала картину пополам, мешая цельности восприятия всей сцены». Кроме этого, во второй версии убраны фигурные кронштейны в месте соединения стены комнаты с потолком, а также затейливые росписи на потолке с изображением цветов. Отсутствуют и другие делали: исчез замысловатый узор на скатерти, менее подробно выписаны висящие на стене картины, и т. д. Федотов пытается снять перегружающие рассказ второстепенные подробности, чтобы сосредоточить внимание зрителей на главном и придать бо́льшую остроту́ представленной на картине ситуации.
Сильно изменился внешний образ майора: по сравнению с первым вариантом, где он выглядел относительно подтянутым, бравым и не лишённым некоторой привлекательности, во второй версии его поза переходит в претенциозную, фигура становится смешной — с брюшком и на тонких ногах, изменилось и его лицо — лоб стал более узким, появились мешки под глазами. Образ купеческой дочери (невесты) также претерпел значительные изменения. В первом варианте художник изобразил её шаржированно — глупой, капризной и неуклюжей, вызывающей насмешку. Во второй версии «в ней появляется мягкая женственность, даже некоторое изящество», так что «вместо несколько карикатурного олицетворения пошлого мещанства, глупости — перед нами возникает живой человек», вызывающий у зрителя не презрение, а даже некоторое сочувствие. Фигура купца, которая в первом варианте была расположена на фоне круглой печки, во второй версии находится на более светлом фоне прямоугольной печки и воспринимается чуть более приближенной к переднему плану. Лицо сидельца, в первом варианте частично скрытое головой кухарки, во второй версии полностью открыто.
Благодаря изменённым акцентам в образах майора и невесты меняется и восприятие изображённой художником ситуации. В первом варианте картины оба персонажа — и майор, и невеста — вызывали у зрителя ироническое отношение, а во второй версии, где майор выглядит более отрицательным персонажем, появляется сочувствие к купеческой дочери, беспокойство за её судьбу. В результате «сцена из чисто карикатурной превратилась в исполненную драматического сарказма».

## Этюды, эскизы, копии
В процессе создания картины «Сватовство майора» Федотовым была проведена большая подготовительная работа. Об этом свидетельствуют десятки сохранившихся набросков (этюдов и эскизов), использованных художником для поиска композиции сцены, образов действующих лиц, а также их поз и взаимного расположения в плоскости холста. В частности, Федотов много работал над образом купца, долго и тщательно подыскивая, как изобразить суетливый жест его рук в попытке справиться с непривычным сюртуком. Художником было также создано множество вариантов лица и фигуры купеческой дочери, в которых он менял жесты её рук, наклон головы и черты лица — до тех пор, пока ему не удалось «наиболее ясно выразить во внешнем облике, манере держаться те чувства, которые ею владеют в данный момент — жеманное волнение, желание показать свою робость и скромность». Значительную работу в своих набросках Федотов провёл и над образом купчихи, чтобы достичь «точной читаемости в мимике лица её душевного состояния» — в окончательном варианте «зритель словно слышит слово „дура“», которое она говорит дочери, пытающейся сбежать от жениха-майора. С самим майором, по всей видимости, проблем было меньше, благодаря богатым жизненным наблюдениям Федотова времён его военной службы. Сохранились также наброски второстепенных персонажей — кухарки, сидельца и приживалки. В частности, на одном из таких набросков изображена старуха-приживалка, а отдельно — её рот с редкими зубами.
Этюды и наброски к картине «Сватовство майора»
Из живописных этюдов известно полотно из собрания Государственного Русского музея, на котором изображено сразу несколько деталей: «Голова невесты. Голова старухи. Кошка» (холст, масло, 34,5 × 29 см, инв. Ж-3816; на том же полотне изображены этюды, не связанные со «Сватовством майора» — «Младенец с крестом» и «Пудель»).
Известно также о копиях с картины «Сватовство майора», выполненных другими художниками XIX века. Одна из таких копий, написанная неизвестным художником, находится в Киевском музее русского искусства. В собрании Государственной Третьяковской галереи была ещё одна копия, написанная Аполлоном Мокрицким. В 1929 году она была передана в Днепропетровский художественный музей, в 1941 году экспонировалась на персональной выставке Федотова, проходившей в Государственном Русском музее в Ленинграде, а затем её следы потерялись.

## Отзывы и критика
Художественный критик Владимир Стасов в статье «Двадцать пять лет русского искусства», опубликованной в 1883 году, рассказывал о своём знакомстве с Павлом Федотовым «в лучшую, сильнейшую пору его жизни, в те годы, когда он писал „Сватовство майора“». Стасов отмечал, что, создав полотна «Свежий кавалер» и «Сватовство майора», «Федотов вдруг затронул такие глубокие ноты, каких до него ещё никто не брал в русском искусстве». Обсуждая картину «Сватовство майора», появившуюся на выставке 1849 года, Стасов писал, что, несмотря на кажущуюся забавность изображённых на ней персонажей, это была схватка двух враждебных друг другу лагерей, пытающихся обмануть друг друга — «трагедия, грозно выглядывающая из-за весёлой и потешной наружной ширмы».
В своих воспоминаниях о Федотове искусствовед Андрей Сомов рассказывал об огромном интересе публики к «Сватовству майора» и другим полотнам художника, экспонировавшимся на академической выставке 1849 года. Он писал, что эти картины «изображали сцены, целиком выхваченные из действительной жизни, полные глубокой мысли и здорового комизма, одинаково интересные и для знатоков искусства и для профанов». По мнению Сомова, именно эти качества выделяли полотна Федотова среди множества более «скучных» произведений художников-академистов, представленных на выставке.
Искусствовед Галина Леонтьева писала, что Федотову, который долго и кропотливо работал над картиной «Сватовство майора», удалось создать «одно из замечательных произведений русской живописи первой половины XIX века», которое «благодаря потрясающей правде характеров, значительности поднятой в нём проблемы оказалось много серьёзнее первоначального замысла художника». Леонтьева отмечала, что проблемы, поднятые этим произведением Федотова, идут значительно дальше обличения «комедии брака». Художник ставит ряд очень актуальных для того периода вопросов, связанных с предполагаемым мезальянсом — женитьбой немолодого разорившегося майора на купеческой дочери.
Искусствовед Дмитрий Сарабьянов писал, что полотно «Сватовство майора» является «одним из высших достижений Федотова в области живописного искусства». По его мнению, в этой картине художнику удалось с большим мастерством организовать не только композицию, но и колорит. Он отмечал гармоничный колористический строй картины, а также мягкую красочность, которая позволяет создать цветовое единство, но при этом даёт возможность «извлечь красоту из каждого цветового качества, как бы взятого в отдельности». По словам Сарабьянова, в этом произведении Федотова свет и цвет выступают как средства «поэтического претворения реальности».